# Version of Me
Version of Me — седьмой студийный альбом британской исполнительницы Melanie C. Альбом был выпущен 21 октября 2016 на лейбле «Red Girl Records» и получил очень положительные отзывы.
Этот альбом получил самую высокую позицию чарте Великобритании с момента выхода "Beautiful Intentions" в 2005 году и занял 25 место. Он был выпущен в Германии позднее в 2017 году и стал ее первым альбомом, попавшим в чарт за пределами топ-20. В Бразилии после обширного промо-тура альбом занял первое место.
| Оценки критиков    | Оценки критиков |
| Источник           | Оценка          |
| ------------------ | --------------- |
| Allmusic           | [ 5 ]           |
| Daily Express      | [ 6 ]           |
| The Independent    | [ 7 ]           |
| JCINLDN            | (positive)      |
| Music News         | [ 9 ]           |
| Ausmusic           | [ 10 ]          |
| A Bit Of Pop Music | (positive)      |

## Об альбоме
Мелани Си начала записывать альбом в 2014 году, и это была не единственная работа в это время. Она рассказывала,

"Ведь в прошлом, я шла "Верно. Пришло время альбом "спина к спине написания сессий. Но, помимо этой записи, у меня происходили другие вещи. И на самом деле, я думаю, что это действительно приносит пользу в записи, потому что я никогда не получала несвежий, вы знаете? Она просто чувствовала, как жизнь продолжается, и все эти сценарии подходили, и это действительно вдохновляет. Я не чувствую, что я повторяюсь, потому что я просто принимаю свое время, так что это было действительно круто. Одна из песен на альбоме, как вы знаете, является «Version of Me», и я подумала, что это действительно хорошее название альбома. Каждая запись была со мной в тот момент времени, и это действительно выражение того, что происходило в моей жизни за последние пять лет. Так, что чувствовал себя действительно хорошо. Мне также нравится мысль, что все мы делаем это, мы все версии самих себя. Мы очень разные говоря нашим друзьям, чем к нашему боссу, или когда мы в школе с учитель. Мы этот человек, но есть очень много версий нас ".

## Продвижение альбома
Мелани Си исполнила несколько песен с нового альбома «Version of Me», а также свои старые хиты в Лондоне в клубе «Under the Bridge». Она также исполнила несколько акустических версий своих песен в шоу в клубе «G-A-Y» 2 октября 2016 года. 10 ноября 2016 Мелани появилась на «Celebrity Juice». 12 ноября 2016 года Мелани впервые исполнила второй сингл «Dear Life» с альбома на BBC Radio 2 в шоу Грэма Нортона.
В поддержку альбома было выпущено несколько синглов. 29 июля 2016 года Мелани выпустила «Numb» в качестве первого промосингла для альбома. «Anymore» был выпущен в качестве ведущего сингла альбома 6 сентября 2016 года. Он стал номером один в Великобритании по продажам среди синглов выпущенных на физических носителях. «Dear Life» был выпущен в качестве второго сингла 16 декабря.

### Тур
Мелани отправится в тур в поддержку альбома, который получил название «Version of Me Tour» в апреле 2017 года. Она посетит двенадцать городов Великобритании, начиная с Глазго 4 апреля и заканчивая  Штутгартом 9 мая.

## Список композиций
| №                   | Название                 | Автор(ы)                                                         | Продюсер(ы)            | Длительность |
| ------------------- | ------------------------ | ---------------------------------------------------------------- | ---------------------- | ------------ |
| 1.                  | «Dear Life»              | Adam Argyle Melanie Chisholm                                     | SOS Music              | 3:27         |
| 2.                  | «Escalator»              | Chisholm Richard Judge Tom Wilding                               | Wilding                | 3:22         |
| 3.                  | «Anymore»                | Argyle Chisholm                                                  | SOS Music              | 3:03         |
| 4.                  | «Something for the Fire» | Chisholm Olly Knights Gale Paridjanian                           | Wilding                | 3:48         |
| 5.                  | «Version of Me»          | Nicholas Atkinson Chisholm Wilding                               | Wilding                | 4:00         |
| 6.                  | «Numb»                   | Olaniyi Michael Akinkunmi Chisholm Moses Ayo Samuels Varren Wade | SOS Music              | 3:30         |
| 7.                  | «Room for Love»          | Akinkunmi Chisholm Samuels Wade                                  | SOS Music              | 3:20         |
| 8.                  | «Unravelling»            | Chisholm Rick Nowels                                             | Wilding                | 4:41         |
| 9.                  | «Loving You Better»      | Akinkunmi Chisholm Samuels Wade                                  | SOS Music              | 4:44         |
| 10.                 | «Our History»            | Paul Boddy Chisholm Dele Ladimeji                                | Boddy Ladimeji         | 3:51         |
| 11.                 | «Blame»                  | Chisholm Peter-John Vettese                                      | Jonas Westling Wilding | 4:35         |
| Общая длительность: | Общая длительность:      | Общая длительность:                                              | Общая длительность:    | 42:21        |

| №                   | Название                           | Автор(ы)                       | Producer(s)         | Длительность |
| ------------------- | ---------------------------------- | ------------------------------ | ------------------- | ------------ |
| 12.                 | «Hold On» (featuring Alex Francis) | Chisholm Greg Hatwell Westling | Westling            | 3:22         |
| Общая длительность: | Общая длительность:                | Общая длительность:            | Общая длительность: | 45:43        |

| №                   | Название            | Автор(ы)               | Producer(s)         | Длительность |
| ------------------- | ------------------- | ---------------------- | ------------------- | ------------ |
| 12.                 | «One Minute»        | Chisholm Judge Wilding | Wilding Hatwell     | 3:14         |
| Общая длительность: | Общая длительность: | Общая длительность:    | Общая длительность: | 45:35        |

| №                   | Название                                             | Автор(ы)                                                       | Producer(s)              | Длительность |
| ------------------- | ---------------------------------------------------- | -------------------------------------------------------------- | ------------------------ | ------------ |
| 1.                  | «Dear Life» (Live from Ronnie Scott's)               | Argyle Chisholm                                                |                          | 3:31         |
| 2.                  | «Version of Me» (Live from Ronnie Scott's)           | Atkinson Chisholm Wilding                                      |                          | 4:03         |
| 3.                  | «Something for the Fire» (Live from Ronnie Scott's)  | Chisholm Knights Paridjanian                                   |                          | 3:56         |
| 4.                  | «Never Be the Same Again» (Live from Ronnie Scott's) | Chisholm Paul F. Cruz Rhett Lawrence Lisa Lopes Lorenzo Martin |                          | 3:32         |
| 5.                  | «Anymore» (At Night HiFi remix)                      | Argyle Chisholm                                                | SOS Music At Night HiFi  | 5:38         |
| 6.                  | «Anymore» (Full Intention dub mix)                   | Argyle Chisholm                                                | SOS Music Full Intention | 5:44         |
| 7.                  | «Anymore» (Seamus Haji remix)                        | Argyle Chisholm                                                | SOS Music Seamus Haji    | 6:00         |
| 8.                  | «Dear Life» (Grant Nelson radio edit)                | Argyle Chisholm                                                | SOS Music Grant Nelson   | 3:24         |
| 9.                  | «Dear Life» (Grant Nelson dub)                       | Argyle Chisholm                                                | SOS Music Nelson         | 6:14         |
| 10.                 | «Dear Life» (Reuben Keeney extended mix)             | Argyle Chisholm                                                | SOS Music Reuben Keeney  | 4:58         |
| 11.                 | «One Minute»                                         | Chisholm Judge Wilding                                         | Wilding Hatwell          | 3:14         |
| Общая длительность: | Общая длительность:                                  | Общая длительность:                                            | Общая длительность:      | 50:19        |

## Чарты
| Чарт (2016-17)                    | Пик позиция |
| --------------------------------- | ----------- |
| Бразилия (ABPD)                   | 1           |
| Германия (Offizielle Top 100)     | 34          |
| Ирландия (IRMA)                   | 94          |
| Шотландия (Scottish Albums Chart) | 28          |
| Испания (PROMUSICAE)              | 83          |
| Швейцария (Schweizer Hitparade)   | 24          |
| Великобритания (UK Albums Chart)  | 25          |
| Великобритания (UK Indie Albums)  | 2           |

## Примечание
1. ↑  Melanie C: Version of Me. iTunes. Apple (US). Дата обращения: 8 сентября 2016. Архивировано 24 сентября 2016 года.
2. ↑  White, Jack. Melanie C goes electronic on new single Anymore, announces seventh album Version Of Me. Official Charts Company (6 сентября 2016). Дата обращения: 6 сентября 2016. Архивировано 8 сентября 2016 года.
3. ↑  Melanie C: Version of Me. iTunes. Apple (US). Дата обращения: 8 сентября 2016. Архивировано 22 февраля 2017 года.
4. 1 2 3  White, Jack. Melanie C goes electronic on new single Anymore, announces seventh album Version Of Me. Official Charts Company (6 сентября 2016). Дата обращения: 6 сентября 2016. Архивировано 13 октября 2016 года.
5. ↑  Version of Me (англ.) на сайте AllMusic
6. ↑  The Lemon Twigs Kings Of Leon and Melanie C: Album Reviews. Дата обращения: 11 февраля 2017. Архивировано 20 апреля 2018 года.
7. ↑  Album reviews: Lady Gaga - Joanne, Leonard Cohen - You Want It Darker, Pretenders - Alone, and more. Дата обращения: 29 сентября 2017. Архивировано 20 октября 2016 года.
8. ↑  Melanie C // Version Of Me // Album Review. Дата обращения: 11 февраля 2017. Архивировано из оригинала 1 февраля 2017 года.
9. ↑  Melanie C Version Of Me. Дата обращения: 11 февраля 2017. Архивировано 20 апреля 2018 года.
10. ↑  Melanie C 'Version Of Me' Album Review. Дата обращения: 11 февраля 2017. Архивировано 20 декабря 2016 года.
11. ↑  Album Review: Melanie C – Version of Me. Дата обращения: 11 февраля 2017. Архивировано 20 апреля 2018 года.
12. ↑  papermagazine. Talking Girl Power, Social Media Fame, and Growing Up with Mel C., the Artist Formerly Known as Sporty Spice (11 октября 2016). Дата обращения: 11 февраля 2017. Архивировано 18 ноября 2016 года.
13. ↑  Dear Life (CD Single) - Signed & Unsigned available. Melanie C Official Store. Дата обращения: 4 декабря 2016. Архивировано из оригинала 3 августа 2017 года.
14. ↑  Melanie C announces headline 2017 UK tour - Entertainment Focus.
15. ↑  [Melanie_C-[176774176697]-S-[%2Bmelanie%20%2Bc%20%2Btour%20%2B2017] Melanie C Germany Tour].
16. ↑  «CD — TOP 10 Semanal».  (порт.). Associação Brasileira dos Produtores de Discos.  Дата обращения: 24 февраля 2017.
17. ↑  Melanie C — Version of Me  (нем.). Offizielle Deutsche Charts.  Дата обращения: 24 февраля 2017.
18. ↑  «GFK Chart-Track». Chart-Track.co.uk. GFK Chart-Track. IRMA.  Дата обращения: 29 октября 2016.
19. ↑  Official Scottish Albums Chart Top 100  (англ.). The Official Charts Company.  Дата обращения: 29 октября 2016.
20. ↑  TOP 100 ALBUMES — SEMANA 43: del 21.10.2016 al 27.10.2016 (исп.). Productores de Música de España. Дата обращения: 4 ноября 2016. Архивировано 4 ноября 2016 года.
21. ↑  Melanie C — Version of Me  (нем.). Swisscharts.com. Hung Medien.  Дата обращения: 1 марта 2017.
22. ↑  Official Albums Chart Top 100  (англ.). The Official Charts Company.  Дата обращения: 29 октября 2016.
23. ↑  Archive Chart. UK Indie Albums Chart (28 октября 2016). Дата обращения: 11 февраля 2017. Архивировано 28 ноября 2016 года.